# Leonard Tavarez
Leonard Tavarez est un boxeur français né à Dakar au Sénégal le 29 décembre 1938 et mort le 20 novembre 1991 à l'âge de 52 ans à Saint-Cloud.

## Carrière professionnelle
Il devient champion de France des poids légers le 17 novembre 1969 après sa victoire au 10e round contre Jean-Pierre Le Jaouen et conserve son titre l'année suivante lors du combat revanche.
Sa carrière s'arrête le 16 décembre 1974 lorsqu'il dispute le titre européen des poids légers contre Ken Buchanan. Il mène alors aux points mais est vaincu par K.O. au 14e round, gravement blessé.
En 2001, la ville de Cormeilles-en-Parisis donna le nom de Léo Tavarez au nouveau complexe sportif construit au 129 Boulevard de Saint- Germain.